# Hypoxestus
Genre
Synonymes
- Amasis Sørensen, 1910 nec Leach, 1817
- Amasilla Strand, 1911

Hypoxestus est un genre d'opilions laniatores de la famille des Assamiidae.

## Distribution
Les espèces de ce genre se rencontrent au Congo-Kinshasa, au Rwanda, en Tanzanie, en Ouganda et au Kenya.

## Liste des espèces
Selon World Catalogue of Opiliones (12/06/2021) :
- Hypoxestus (Hypoxestus) Loman, 1902
  - Hypoxestus bituberculatus Lawrence, 1962
  - Hypoxestus coxicornis Roewer, 1940
  - Hypoxestus levis Loman, 1902
  - Hypoxestus patellaris (Sørensen, 1910)
  - Hypoxestus planus Goodnight & Goodnight, 1959
  - Hypoxestus roeweri Staręga, 1992
  - Hypoxestus trituberculatus Lawrence, 1962
- Hypoxestus (Lomanus) Kauri, 1985
  - Hypoxestus ealanus Kauri, 1985
  - Hypoxestus glaber Kauri, 1985
  - Hypoxestus scaphoides Kauri, 1985

## Publications originales
- Loman, 1902 : « Neue aussereuropäische Opilioniden. » Zoologische Jahrbücher, vol. 16, p. 163–216 (texte intégral).
- Kauri, 1985 : « Opiliones from Central Africa. » Annalen - Koninklijk Museum voor Midden-Afrika, vol. 245, p. 1–168.